# كينيث فوستر
كينيث فوستر (بالإنجليزية: John Kenneth Foster)‏ هو سياسي بريطاني (وحمل سابقاً جنسية المملكة المتحدة لبريطانيا العظمى وأيرلندا)، ولد في 29 مايو 1866، وتوفي في 2 مارس 1930. حزبياً، نشط في حزب المحافظين. في الانتخابات العمومية البريطانية في يناير 1910 ‏، انتخب عضو برلمان المملكة المتحدة الـ29 عن دائرة Coventry (UK Parliament constituency) ‏ (15 يناير 1910 – 28 نوفمبر 1910).